# كيفن إدواردز
كيفن إدواردز (بالإنجليزية: Kevin Edwards)‏ مواليد 30 أكتوبر 1965 في كليفلاند هايتس، هو لاعب كرة سلة أمريكي سابق. بدأ مسيرته الاحترافية في سنة 1988. تم اختياره من قبل فريق ميامي هيت خلال الدرافت. يبلغ طوله 6 قدم 3 بوصة (1.9 م). اعتزل اللعب في 2001. أحرز خلال مسيرته في الإن بي إيه 6596 نقطة بمعدل 10.9 نقاط في المباراة الواحدة.

## المسيرة الاحترافية
لعب مع ميامي هيت من سنة 1988 إلى 1993، ثم لعب مع بروكلين نتس من سنة 1993 إلى 1998، ثم لعب مع أورلاندو ماجيك في سنة 1998، ثم لعب مع فانكوفر جريزليز في موسم 2000–2001.

## روابط خارجية
- كيفن إدواردز على موقع إن بي أي (الإنجليزية)
- كيفن إدواردز على موقع سبورتس رفرنس (الإنجليزية)
- كيفن إدواردز على موقع كرة السلة الأوروبية.كوم (الإنجليزية)
- كيفن إدواردز على موقع كلية كرة السلة في سبورتس رفرنس.كوم (الإنجليزية)
- كيفن إدواردز على موقع ريلجم (الإنجليزية)
- كيفن إدواردز على موقع بروبوليرز (الإنجليزية)